# Hovnäsfjärden
Hovnäsfjärden är en sjö i Avesta kommun i Dalarna och Sala kommun i Västmanland och ingår i Dalälvens huvudavrinningsområde. Sjön är 15 meter djup, har en yta på 6,63 kvadratkilometer och är belägen 61 meter över havet. Hovnäsfjärden ligger i Färnebofjärden syd Natura 2000-område. Sjön avvattnas av vattendraget Dalälven (Österdalälven).

## Delavrinningsområde
Hovnäsfjärden ingår i det delavrinningsområde (667498-154367) som SMHI kallar för Utloppet av Hovnäsfjärden. Medelhöjden är 74 meter över havet och ytan är 35,53 kvadratkilometer. Räknas de 2648 avrinningsområdena uppströms in blir den ackumulerade arean 27 171,76 kvadratkilometer. Avrinningsområdets utflöde Dalälven (Österdalälven) mynnar i havet. Avrinningsområdet består mestadels av skog (47 procent) och jordbruk (24 procent). Avrinningsområdet har 6,34 kvadratkilometer vattenytor vilket ger det en sjöprocent på 17,8 procent.